# Pinanga subintegra
Pinanga subintegra är en enhjärtbladig växtart som beskrevs av Henry Nicholas Ridley. Pinanga subintegra ingår i släktet Pinanga och familjen Arecaceae.

## Underarter
Arten delas in i följande underarter:
- P. s. beccariana
- P. s. intermedia
- P. s. multifida
- P. s. subintegra